# Sistema educatiu de Xile

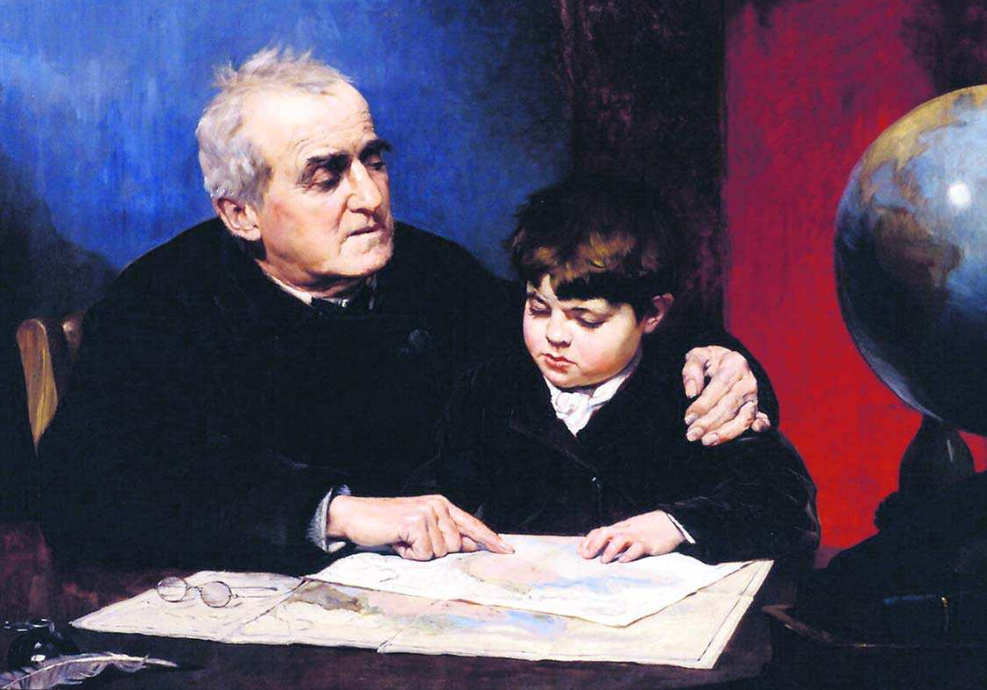
La lección de geografía del pintor xilè Alfredo Valenzuela Puelma.

El sistema educatiu de Xile es divideix en quatre fases –parvulari, primària, secundària i superior–, de les quals les tres primeres són obligatories. Està regida per la Llei General d'Educació (Xile) (LGE) de 2009, successora de la Llei Orgànica Constitucional d'Ensenyament (LOCE).
Els nivells parvulari, primària i secundària del sistema educatiu –així com els centres de formació tècnica de l'educació superior– estan regulats i vigilats pel Ministeri d'Educació de Xile. El Consell Superior d'Educació (CSE) té com a principals funcions pronunciar-se sobre la sol·licitud de reconeixement oficial de les universitats i instituts professionals, verificar el seu desenvolupament, establir sistemes d'examen selectiva i acreditació, recomanar sancions i fer estudis sobre l'educació superior.
Malgrat que el dret a l'educació està constitucionalment resguardat, a Xile existeix una sèrie de problemes relacionats amb la qualitat i l'accés, sobretot a nivell superior. En l'última dècada, hi ha hagut dues grans onades de manifestacions amb relació a la situació de l'educació del país: en mobilitzacions estudiantils els anys 2006 i 2011 –aquesta última es va veure immergida en un any de profunda i activa protesta social en el país en diferents àmbits–. En la primera dècada del segle xxi, més de 800 escoles municipals van tancar i tot just el 36% dels alumnes està inscrit en col·legis públics.

## Cobertura i obligatorietat
La cobertura del sistema educatiu xilè és pràcticament universal, com succeeix a països desenvolupats, tenint índexs de matrícula que representen aquesta realitat. La matrícula en Educació Bàsica (EGB) assoleix el 99,7% dels nens entre 6 i 14 anys. En el cas de l'Educació Media la cobertura de la matrícula és de 87,7%, dels adolescents entre 15 i 18 anys.
Antigament, l'obligatorietat escolar abastava només el Cicle Bàsic (EGB) de 8 anys. Però, a partir del 7 de maig del 2003, una reforma constitucional, sota el govern del president Ricardo Lagos, va establir l'Educació Media gratuïta i obligatòria per a tots els xilens fins als 18 anys, lliurant a l'Estat la responsabilitat de garantir l'accés a ella. També es distingeixen modalitats especials de l'educació bàsica i mitjana com l'educació d'adults i l'especial (educació diferencial).